# Okręg wyborczy nr 30 do Senatu Rzeczypospolitej Polskiej (2001–2011)
Okręg wyborczy nr 30 do Senatu Rzeczypospolitej Polskiej obejmował w latach 2001–2011 obszar miast na prawach powiatu Chorzowa, Katowic, Mysłowic, Piekar Śląskich, Rudy Śląskiej, Siemianowic Śląskich, Świętochłowic i Tychów oraz powiatu bieruńsko-lędzińskiego (województwo śląskie). Wybierano w nim 3 senatorów na zasadzie większości względnej.
Powstał w 2001, jego obszar należał wcześniej do okręgu obejmującego część województwa katowickiego. Zniesiony został w 2011, na jego obszarze utworzono nowe okręgi nr 74, 75 i 80.
Siedzibą okręgowej komisji wyborczej były Katowice.

## Reprezentanci okręgu
| Rok  | Senator komitet wyborczy                     | Senator komitet wyborczy                                                      | Senator komitet wyborczy                                               | Senator komitet wyborczy                                           | Senator komitet wyborczy                     | Senator komitet wyborczy                                         |
| ---- | -------------------------------------------- | ----------------------------------------------------------------------------- | ---------------------------------------------------------------------- | ------------------------------------------------------------------ | -------------------------------------------- | ---------------------------------------------------------------- |
| 2001 |                                              | Kazimierz Kutz KWW Blok Senat 2001 (2001) KWW Kazimierza Juliana Kutza (2005) |                                                                        | Krystyna Doktorowicz KKW Sojusz Lewicy Demokratycznej – Unia Pracy |                                              | Genowefa Grabowska KKW Sojusz Lewicy Demokratycznej – Unia Pracy |
| 2004 |                                              | Kazimierz Kutz KWW Blok Senat 2001 (2001) KWW Kazimierza Juliana Kutza (2005) | Krystyna Bochenek Unia Wolności (2004) Platforma Obywatelska RP (2005) | Krystyna Doktorowicz KKW Sojusz Lewicy Demokratycznej – Unia Pracy |                                              |                                                                  |
| 2005 |                                              | Kazimierz Kutz KWW Blok Senat 2001 (2001) KWW Kazimierza Juliana Kutza (2005) | Krystyna Bochenek Unia Wolności (2004) Platforma Obywatelska RP (2005) |                                                                    | Bronisław Korfanty Prawo i Sprawiedliwość    |                                                                  |
| 2007 |                                              | Antoni Piechniczek Platforma Obywatelska RP                                   | Krystyna Bochenek Unia Wolności (2004) Platforma Obywatelska RP (2005) |                                                                    | Bronisław Korfanty Prawo i Sprawiedliwość    |                                                                  |
| 2010 | Leszek Piechota Platforma Obywatelska RP     | Antoni Piechniczek Platforma Obywatelska RP                                   |                                                                        |                                                                    | Bronisław Korfanty Prawo i Sprawiedliwość    |                                                                  |
| 2011 | okręg zniesiony, patrz okręgi nr 74, 75 i 80 | okręg zniesiony, patrz okręgi nr 74, 75 i 80                                  | okręg zniesiony, patrz okręgi nr 74, 75 i 80                           | okręg zniesiony, patrz okręgi nr 74, 75 i 80                       | okręg zniesiony, patrz okręgi nr 74, 75 i 80 | okręg zniesiony, patrz okręgi nr 74, 75 i 80                     |

## Wyniki wyborów
Symbolem „●” oznaczono senatorów ubiegających się o reelekcję.

### Wybory parlamentarne 2001
| Kandydat                                              | Kandydat             | Komitet wyborczy                                     | Głosów  |
| ----------------------------------------------------- | -------------------- | ---------------------------------------------------- | ------- |
|                                                       | Kazimierz Kutz●      | KWW Blok Senat 2001                                  | 145 390 |
|                                                       | Krystyna Doktorowicz | KKW Sojusz Lewicy Demokratycznej – Unia Pracy        | 135 099 |
|                                                       | Genowefa Grabowska   | KKW Sojusz Lewicy Demokratycznej – Unia Pracy        | 127 643 |
|                                                       | Wilibald Winkler     | KWW Blok Senat 2001                                  | 117 803 |
|                                                       | Jerzy Podsiadło      | KKW Sojusz Lewicy Demokratycznej – Unia Pracy        | 107 981 |
|                                                       | Grzegorz Szpyrka     | KWW Blok Senat 2001                                  | 84 599  |
|                                                       | Jerzy Bogacki        | KWW „Autonomia dla Ziemi Górnośląskiej”              | 75 429  |
|                                                       | Kazimierz Świtoń     | KWW „Ruch Obywateli Krzywdzonych przez Władzę”       | 38 993  |
|                                                       | Zbigniew Żelazny     | Konserwatywno-Liberalna Partia Unia Polityki Realnej | 26 367  |
| Frekwencja: 44,90% Źródło: Państwowa Komisja Wyborcza |                      |                                                      |         |

*Kazimierz Kutz reprezentował w Senacie IV kadencji (1997–2001) województwo katowickie.

### Wybory uzupełniające 2004
Głosowanie odbyło się z powodu wyboru Genowefy Grabowskiej do Parlamentu Europejskiego.
| Kandydat                                             | Kandydat          | Komitet wyborczy                             | Głosów |
| ---------------------------------------------------- | ----------------- | -------------------------------------------- | ------ |
|                                                      | Krystyna Bochenek | Unia Wolności                                | 10 038 |
|                                                      | Stanisław Zapała  | Liga Polskich Rodzin                         | 5555   |
|                                                      | Michał Wójcik     | Prawo i Sprawiedliwość                       | 5300   |
|                                                      | Werner Wesoły     | Platforma Obywatelska RP                     | 4084   |
|                                                      | Artur Stojko      | Sojusz Lewicy Demokratycznej                 | 2425   |
|                                                      | Leszek Lacheta    | Socjaldemokracja Polska                      | 1219   |
|                                                      | Elżbieta Postulka | KWW Konfederacja Ruch Obrony Bezrobotnych RP | 649    |
|                                                      | Andrzej Misiołek  | Unia Polityki Realnej                        | 507    |
|                                                      | Leszek Bubel      | Polska Partia Narodowa                       | 167    |
| Frekwencja: 3,63% Źródło: Państwowa Komisja Wyborcza |                   |                                              |        |

### Wybory parlamentarne 2005
| Kandydat                                              | Kandydat                | Komitet wyborczy               | Głosów  |
| ----------------------------------------------------- | ----------------------- | ------------------------------ | ------- |
|                                                       | Krystyna Bochenek●      | Platforma Obywatelska RP       | 177 863 |
|                                                       | Bronisław Korfanty      | Prawo i Sprawiedliwość         | 135 778 |
|                                                       | Kazimierz Kutz●         | KWW Kazimierza Juliana Kutza   | 111 907 |
|                                                       | Grzegorz Szpyrka        | KWW „Śląsk w Europie”          | 98 044  |
|                                                       | Barbara Blida           | Sojusz Lewicy Demokratycznej   | 91 297  |
|                                                       | Piotr Tomasz Nowakowski | Liga Polskich Rodzin           | 57 665  |
|                                                       | Wojciech Kosiba         | Platforma Janusza Korwin-Mikke | 42 224  |
| Frekwencja: 41,03% Źródło: Państwowa Komisja Wyborcza |                         |                                |         |

### Wybory parlamentarne 2007
| Kandydat                                              | Kandydat             | Komitet wyborczy                                     | Głosów  |
| ----------------------------------------------------- | -------------------- | ---------------------------------------------------- | ------- |
|                                                       | Krystyna Bochenek●   | Platforma Obywatelska RP                             | 255 792 |
|                                                       | Antoni Piechniczek   | Platforma Obywatelska RP                             | 207 243 |
|                                                       | Bronisław Korfanty●  | Prawo i Sprawiedliwość                               | 129 984 |
|                                                       | Alojzy Lysko         | Platforma Obywatelska RP                             | 123 302 |
|                                                       | Henryk Śliwiński     | Prawo i Sprawiedliwość                               | 115 564 |
|                                                       | Krystyna Doktorowicz | KKW Lewica i Demokraci SLD+SDPL+PD+UP                | 87 496  |
|                                                       | Jerzy Bogacki        | KWW „Autonomia dla Ziemi Górnośląskiej”              | 52 565  |
|                                                       | Monika Paca          | Zieloni 2004                                         | 21 336  |
|                                                       | Adam Słomka          | Konfederacja Polski Niepodległej – Obóz Patriotyczny | 20 020  |
|                                                       | Jerzy Drynda         | Przymierze dla Polski                                | 12 407  |
| Frekwencja: 57,45% Źródło: Państwowa Komisja Wyborcza |                      |                                                      |         |

### Wybory uzupełniające 2010
Głosowanie odbyło się z powodu śmierci Krystyny Bochenek.
| Kandydat                                              | Kandydat        | Komitet wyborczy                  | Głosów  |
| ----------------------------------------------------- | --------------- | --------------------------------- | ------- |
|                                                       | Leszek Piechota | Platforma Obywatelska RP          | 244 899 |
|                                                       | Zbigniew Zdónek | Polska Partia Pracy – Sierpień 80 | 82 788  |
|                                                       | Adam Stach      | Polskie Stronnictwo Ludowe        | 81 561  |
| Frekwencja: 53,47% Źródło: Państwowa Komisja Wyborcza |                 |                                   |         |